# Albidopsis major
Albidopsis major is een vlinder uit de familie zakjesdragers (Psychidae). De wetenschappelijke naam van deze soort is voor het eerst geldig gepubliceerd in 1890 door Heylaerts.